# Oenothera deltoides
Oenothera deltoides är en dunörtsväxtart. Oenothera deltoides ingår i släktet nattljussläktet, och familjen dunörtsväxter.

## Underarter
Arten delas in i följande underarter:
- O. d. ambigua
- O. d. cognata
- O. d. deltoides
- O. d. howellii
- O. d. piperi

## Bildgalleri

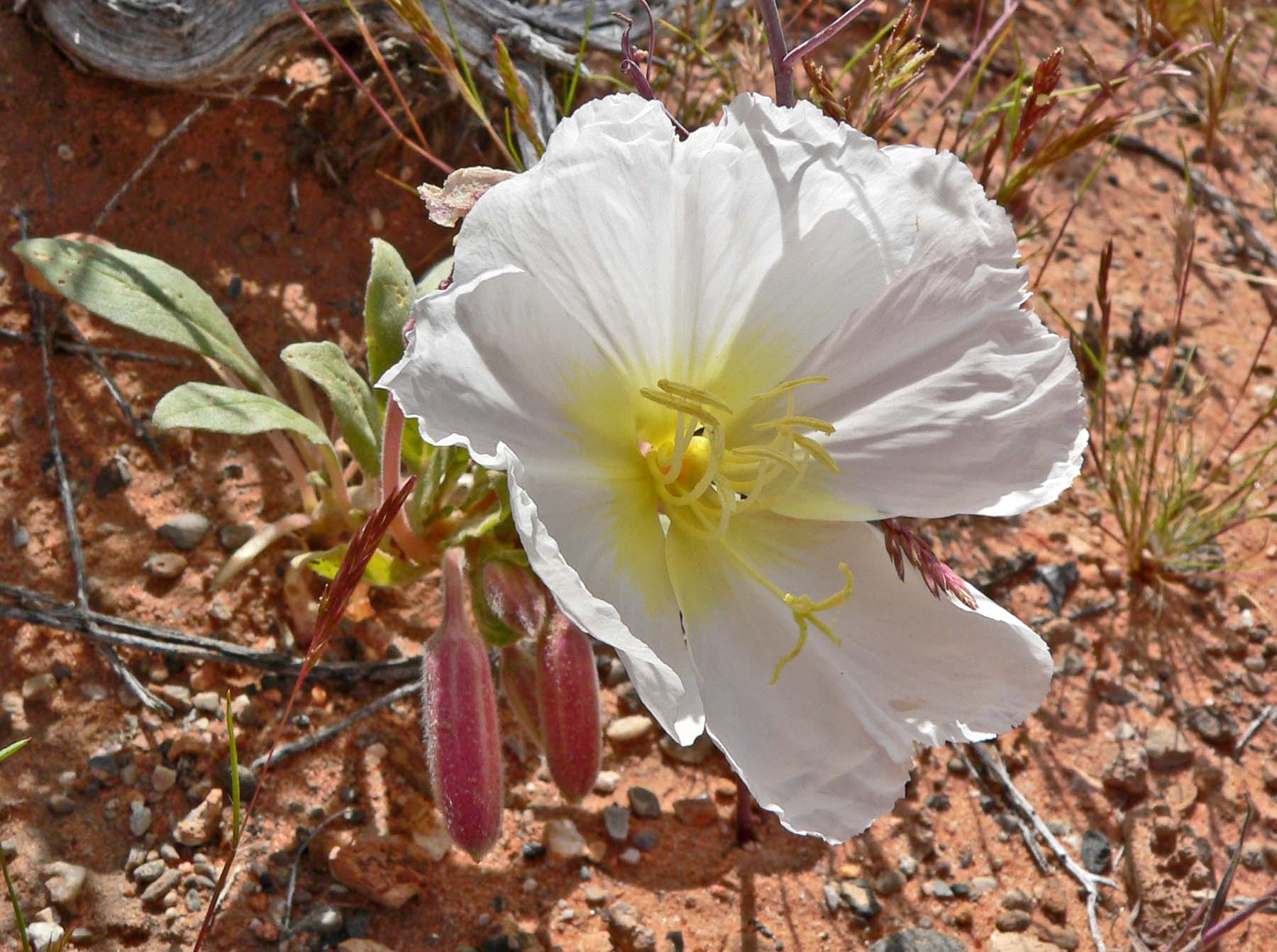
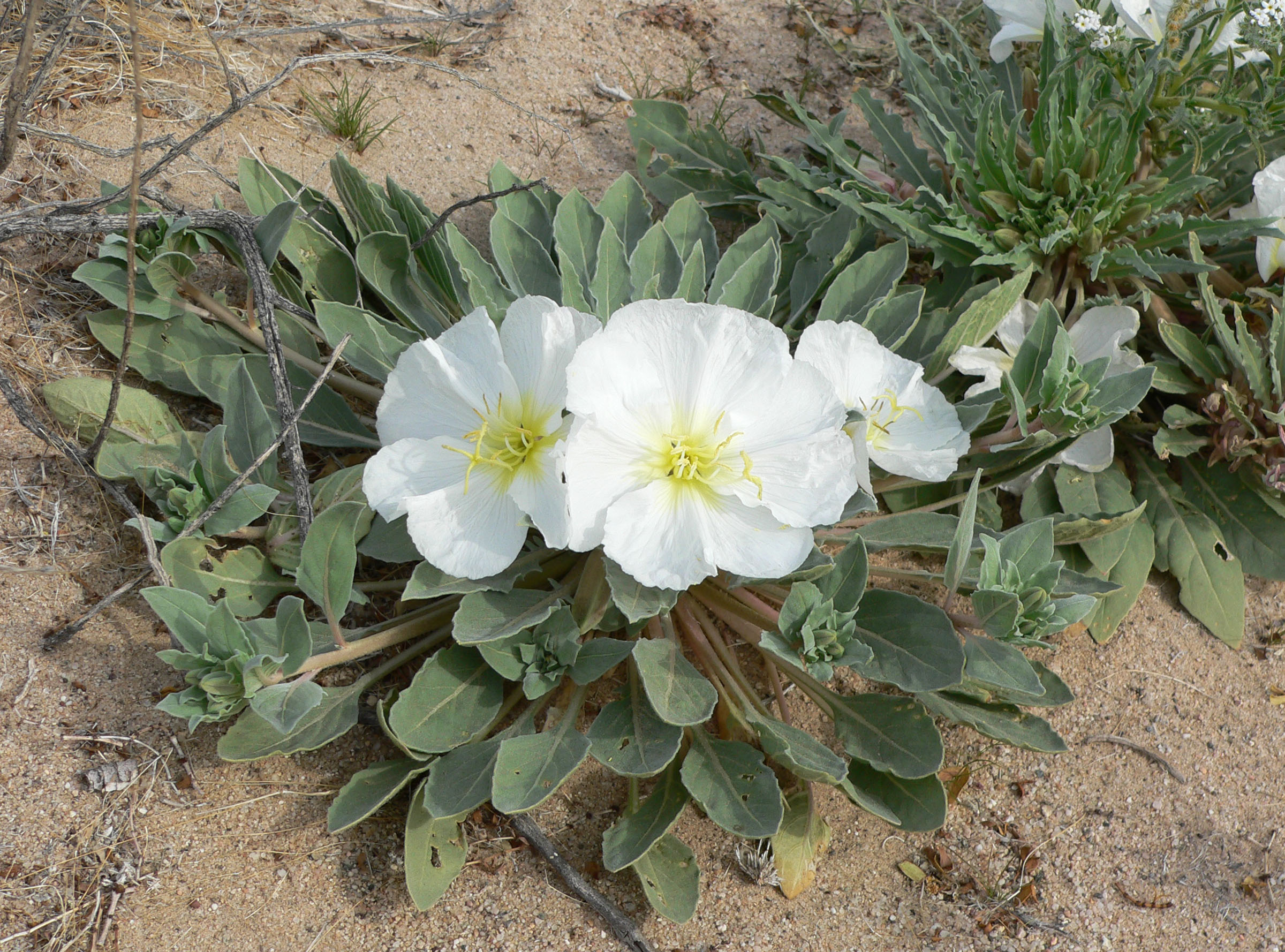
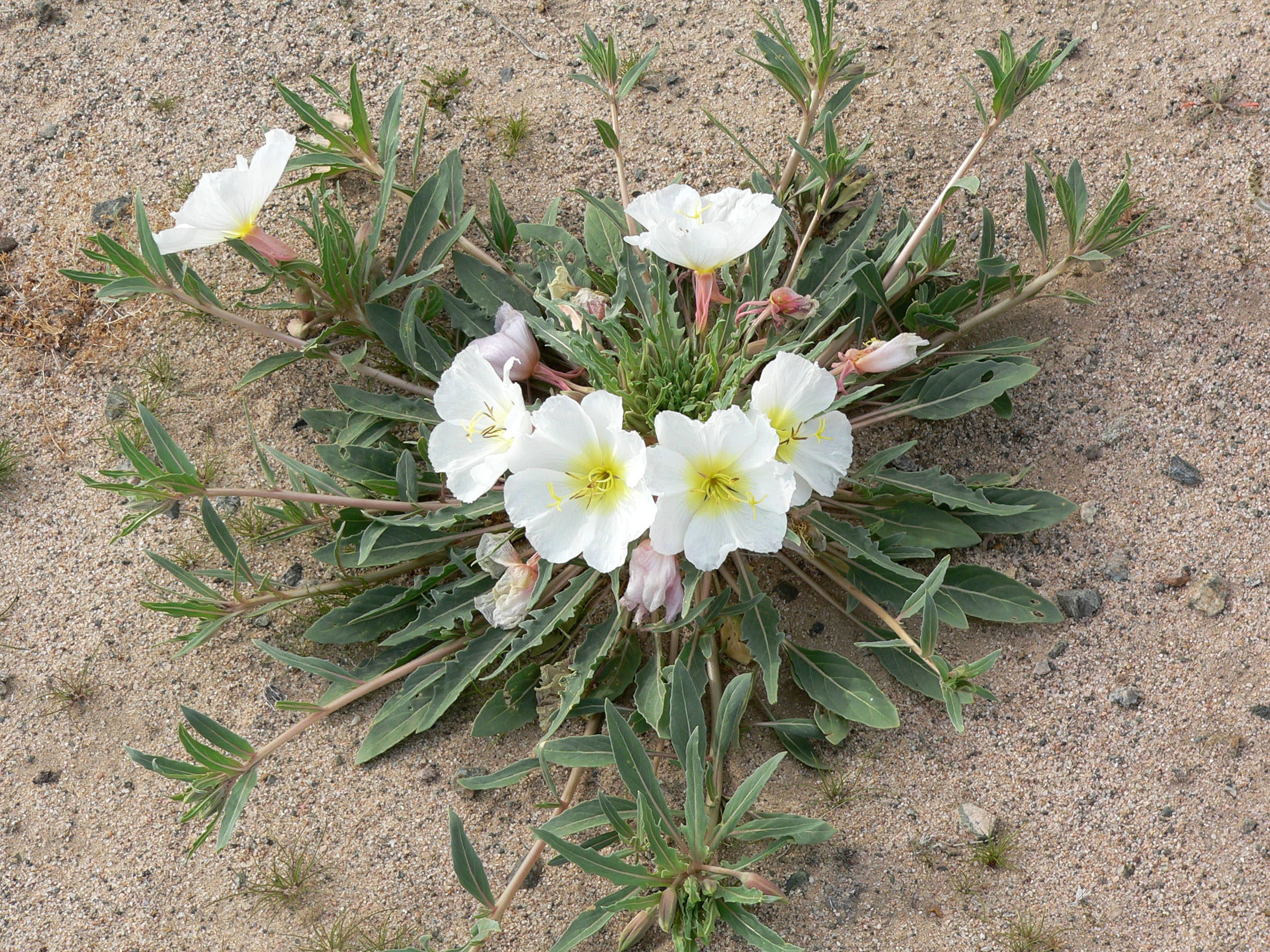
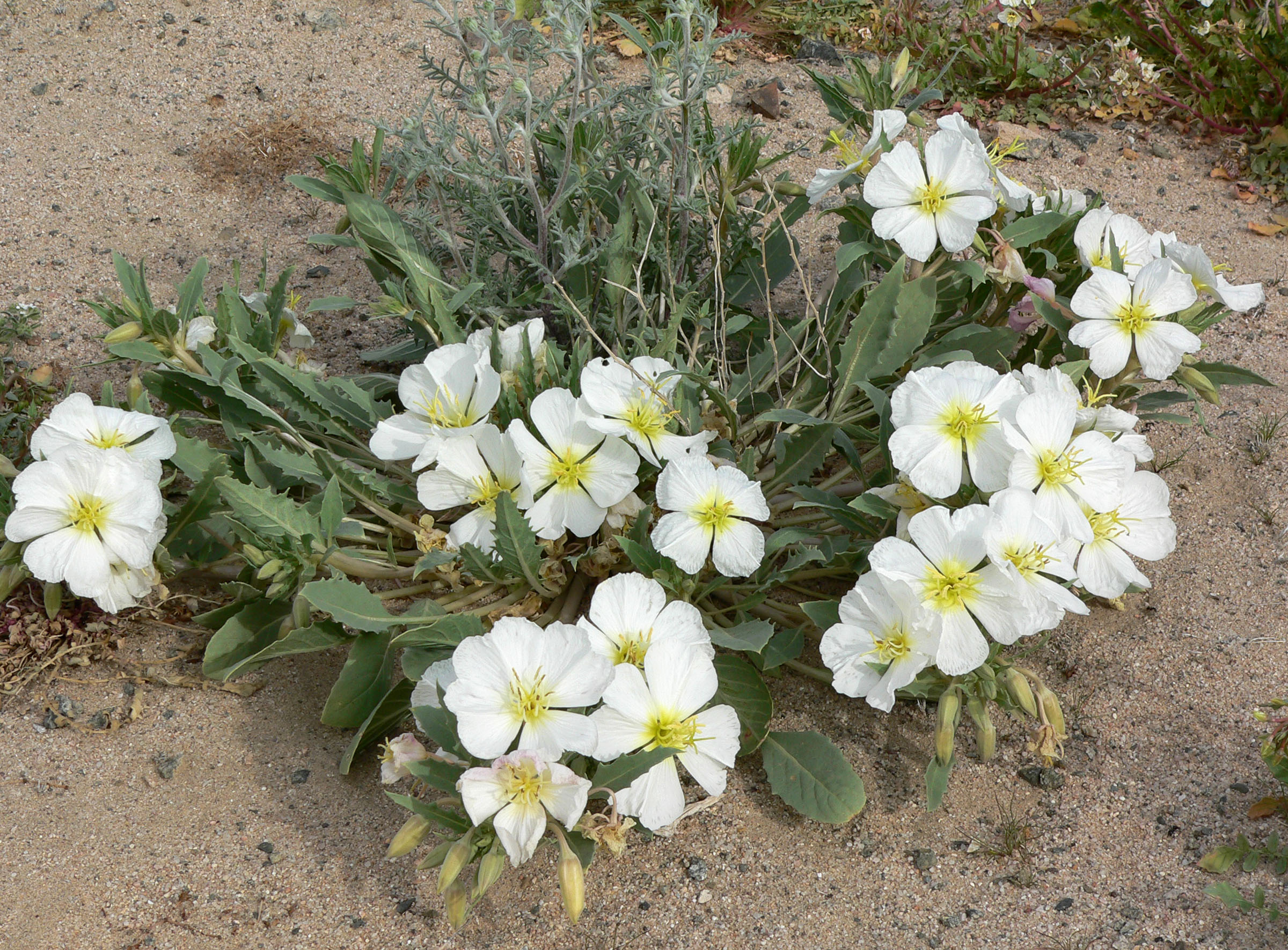
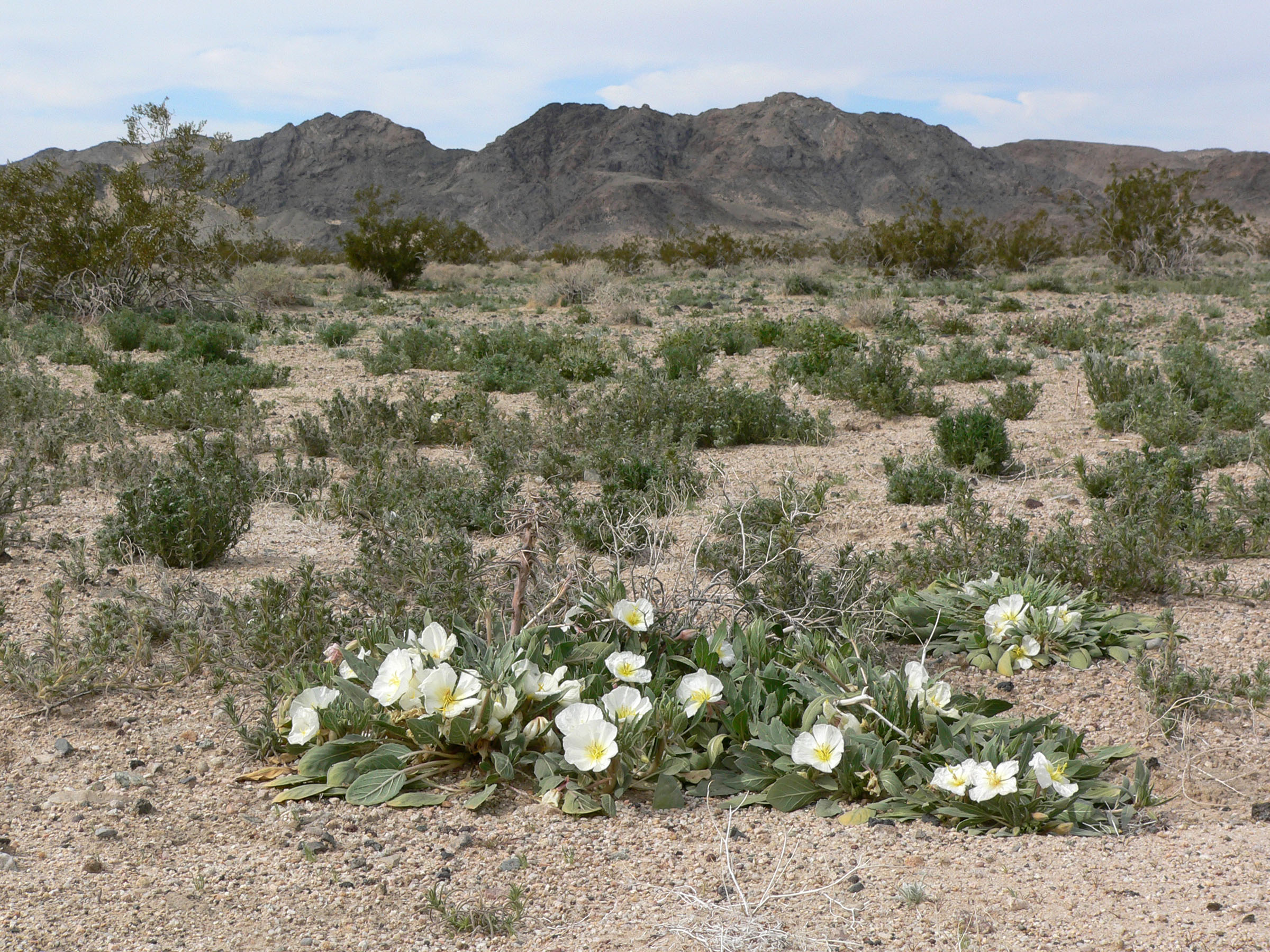
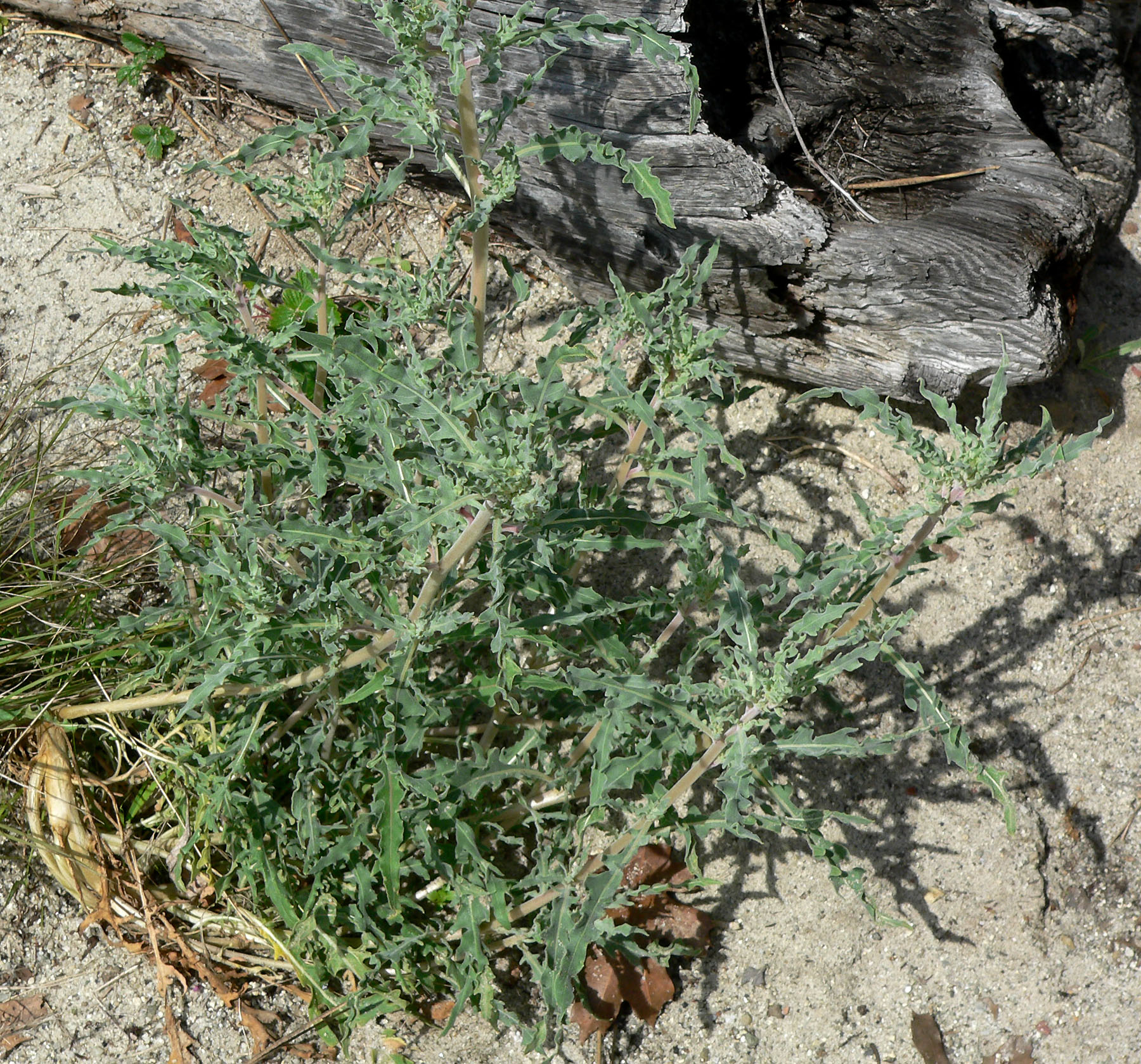